# Escalans
Escalans település Franciaországban, Landes megyében. Lakosainak száma 232 fő (2022. január 1.). Escalans Castelnau-d'Auzan-Labarrère, Gabarret, Herré, Parleboscq, Rimbez-et-Baudiets, Saint-Pé-Saint-Simon, Sos és Losse községekkel határos.

## Népesség
A település népességének változása:
| Lakosok száma | 301  | 218  | 220  | 244  | 271  | 267  | 259  | 254  | 253  | 232  |
|               | 1968 | 1982 | 1990 | 2006 | 2013 | 2015 | 2017 | 2019 | 2020 | 2022 |